# RMS Majestic

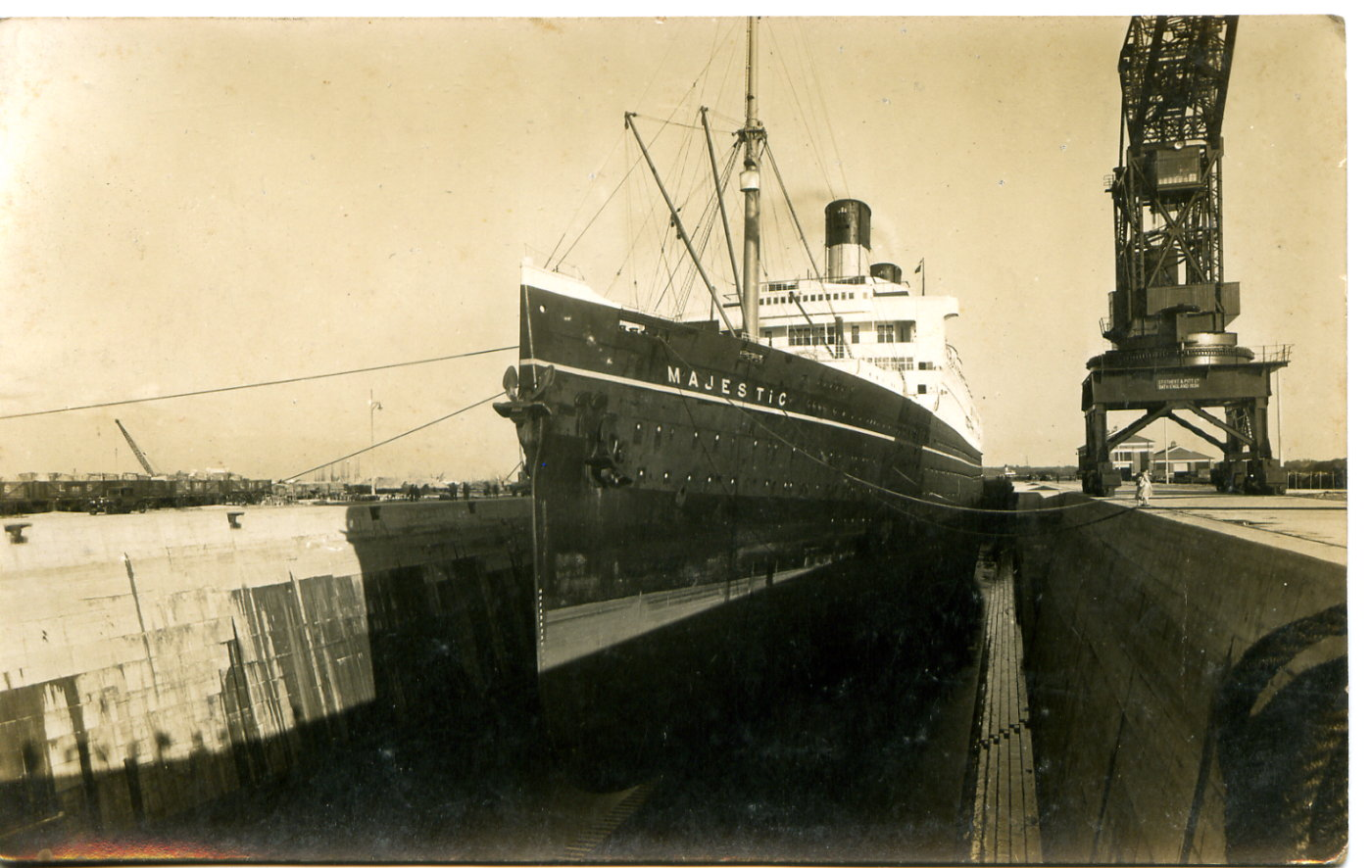
Il Majestic in un bacino di carenaggio

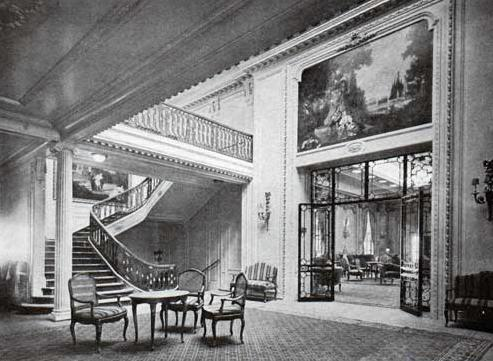
Lo scalone di ingresso della prima classe

La RMS Majestic è stata un transatlantico di proprietà della White Star Line.

## Storia
Il Majestic, con le sue 56 551 tonnellate di stazza, era la più grande nave al mondo: il suo primato durò fino al completamento della Normandie nel 1932. Originariamente destinata a chiamarsi Bismarck, era la terza e più grande nave del trio di transatlantici progettati da Albert Ballin per l'azienda tedesca HAPAG. Dopo il varo, i lavori di completamento ritardarono a causa della prima guerra mondiale. La nave non navigò mai con il nome Bismarck né sotto l'insegna della bandiera tedesca, se non nelle prove in mare effettuate nel 1922.
Negli anni successivi alla prima guerra mondiale, la nave fu consegnata dai suoi costruttori tedeschi agli alleati come simbolo di riconciliazione per i danni causati dal conflitto, divenendo di fatto la nuova ammiraglia della White Star Line, con il nome di Majestic. Essa fu la seconda imbarcazione in linea di tempo a portare il nome Majestic: infatti nella storia della White Star un altro piroscafo era stato chiamato con lo stesso nome, e aveva prestato servizio dal 1890 fino al 1914.
La RMS Majestic affrontò il suo viaggio inaugurale il 12 maggio del 1922. Fu in seguito acquistata dall'Ammiragliato Britannico, dopo un accordo raggiunto tra la White Star e Thomas Ward. Servì infine la Marina Britannica come nave scuola, con il nome di HMS Caledonia, prima di prendere fuoco ed affondare nel 1939 a Rosyth in Scozia. Venne definitivamente demolita dalla T.W. & CO soltanto nel 1943.

## Costruzione e consegna
La SS Bismarck (RMS Majestic) fu costruita nei cantieri navali di Blohm & Voss, ad Amburgo, in Germania. Fu terminata nel 1913 e varata il 20 giugno del 1914 dalla contessa Hanna Von Bismarck, nipote del Cancelliere tedesco Otto von Bismarck; durante la cerimonia la contessa ebbe problemi a frantumare la bottiglia di champagne sullo scafo, in suo aiuto dovette quindi intervenire l'Imperatore, Guglielmo II. La nave sarebbe dovuta essere il fiore all'occhiello della Hamburg America Line, e l'ultima del trio di transatlantici progettati da Albert Ballin; nonostante la sua già enorme stazza, la compagnia tedesca commissionò un allungamento di circa 6 metri, per renderla a tutti gli effetti più grande rispetto all'ammiraglia della compagnia inglese Cunard, la RMS Aquitania. Quest'ultima era in realtà 50 piedi più corta della lunghezza originaria della SS Bismarck (RMS Majestic).
Anche se la SS Bismarck (RMS Majestic) era l'ultima del trio, non era molto dissimile dalla sorella maggiore, la SS Vaterland. Si trattava essenzialmente di una versione leggermente ampliata di quest'ultima. Le maggiori differenze si denotavano invece con la prima delle tre, l'SS Imperator. La Bismarck (RMS Majestic) aveva una lunghezza complessiva di 279,03 m, una larghezza di 30,5 m e, secondo i documenti di registrazione inglesi, una stazza lorda di 56.551 tonnellate, escludendo il serbatoio. La nave era composta da 11 ponti che andavano dal Ponte A al Ponte L (non c'era il Ponte I), mentre i Ponti J e K erano posizionati alle estremità della nave. Trasversalmente la nave era suddivisa in 14 compartimenti stagni, i fumaioli delle caldaie erano stati separati e posizionati agli estremi opposti della nave, in modo tale da ovviare ad un inconveniente tipico di quell'epoca: infatti nella maggioranza delle navi sino ad allora i fumaioli erano posti sulla linea mediana della nave, impedendo così la realizzazione di grandi aree pubbliche che potevano svilupparsi maggiormente nel centro dell'imbarcazione. Questo schema di posizionamento era stato adottato anche nella sorella maggiore, la Vaterland. Inizialmente la Bismarck nacque per il funzionamento a carbone, venne poi convertita per il funzionamento ad olio durante la sua costruzione nei cantieri di Blohm & Voss.
Dopo il varo i lavori sulla nave procedettero speditamente fino ad arrestarsi del tutto con l'avvento della prima guerra mondiale nel mese di agosto del 1914. Durante la guerra, alcune componenti in ottone e in rame furono prelevate dalla nave per realizzare munizioni. Dopo essere stata ceduta alla Gran Bretagna, in base ai termini del trattato di Versailles, la nave, ancora incompleta, fu acquisita congiuntamente dalla White Star e dalla Cunard Line insieme all'Imperator. La sua costruzione proseguì dopo la fine della prima guerra mondiale, il Majestic era probabilmente un rimpiazzo per la Classe Olympic della White Star, che negli anni della guerra aveva perso l'HMHS Britannic al largo delle coste dell'isola di Kea nel Mar Egeo. Il 5 ottobre del 1920, ancora incompiuto, il Majestic prese misteriosamente fuoco e venne gravemente danneggiato: si sospettò in seguito che si trattasse di sabotaggi da parte degli operai dei cantieri tedeschi, in quanto anche altre navi tedesche cedute agli alleati presero fuoco in circostanze misteriose. Dopo l'acquisto da parte della White Star, nel marzo del 1922, il Commodoro Bertram Hayes fu inviato, con un piccolo gruppo di ufficiali, ad Amburgo per prendere ufficialmente il comando della nave. Al momento della consegna, il commodoro trovò la propria cabina ancora incompleta ed utilizzata come deposito per i lavabi, mentre quelle dei colleghi tedeschi erano già state terminate.
Una volta completata con i colori della Hamburg America Line e la scritta Bismarck dipinta a poppa e prua, la nave salpò dal porto di Amburgo nell'aprile del 1922, osservata da una folla silenziosa. Dopo essersi arenata ed aver ripreso la marcia con l'alta marea, giunse al porto di Cuxhaven, dove, sottoposta ad attenta analisi, venne dichiarata idonea dai rappresentanti britannici. All'inizio di aprile, un piroscafo noleggiato trasportò ad Amburgo l'equipaggio inglese, che venne imbarcato sulla Bismarck, mentre il vecchio equipaggio tedesco veniva fatto sbarcare da un'altra uscita. Appena giunti a bordo gli uomini cominciarono a dipingere le scritte "Majestic" e "Liverpool" in sostituzione di "Bismarck" e "Hamburg". Il Majestic partì da Amburgo il 9 aprile 1922 e giunse a Southampton il giorno successivo alle 09.00 del mattino.

## La carriera

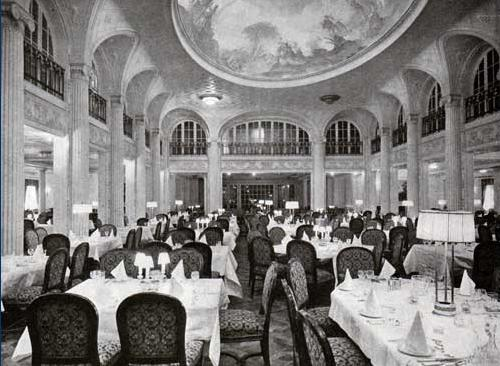
L'elegante sala da pranzo nel Ponte B

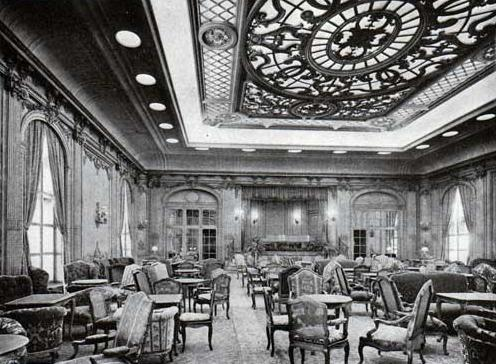
Salone di prima classe

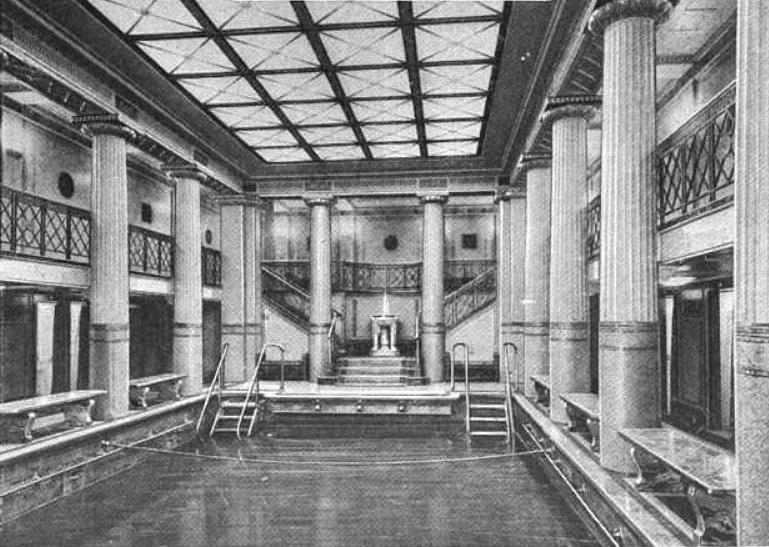
La piscina

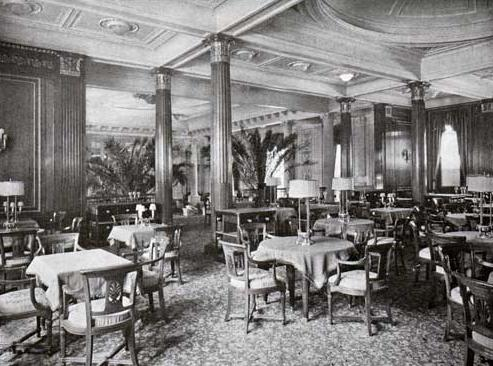
Il ristorante À la Carte

Il Majestic fu assegnato alla rotta nord-atlantica "Southampton - New York" in tandem con l'Olympic e l'Homeric, intraprese il viaggio inaugurale l'11 maggio del 1922. La nave salpò da Southampton alle 11.30 e giunse a New York 5 giorni, 14 ore e 45 minuti dopo, mantenendo durante il tragitto una velocità media di 22,69 nodi. Quando la nave attraccò, non fu possibile affiancarla del tutto al molo (che era più corto di circa 15 metri rispetto alla lunghezza del natante): a quell'epoca, infatti, non esistevano moli a New York abbastanza grandi per ospitarla.
Il 4 agosto di quello stesso anno, all'arrivo nel porto di Southampton, fu preannunciato all'equipaggio del Majestic l'imminente ispezione dei sovrani, Re Giorgio V e la Regina Maria di Teck, che si sarebbe tenuta il giorno successivo al porto di Cowes. Iniziarono quindi le opere di pulizia che durarono per tutta la notte. Il giorno dopo alle 11.00, il Re e la Regina giunsero a Cowes, dove ad aspettarli trovarono il presidente della Marina Mercantile internazionale, i proprietari della White Star, Harold A. Sanderson e il capitano del Majestic, Sir Bertram Hayes.

L'ispezione durò per circa un'ora e mezza, furono visionate le grandi sale pubbliche, le cabine dell'equipaggio e quelle dei passeggeri, infine il Re e la Regina vennero fatti accomodare per il pranzo nell'elegantissimo salone di prima classe del Ponte B.

All'epoca l'ispezione di un monarca regnante era considerata un altissimo onore, Giorgio V dal canto suo, essendo un ex-ufficiale della marina parve gradire particolarmente la visita al Majestic.
La nave servì come ammiraglia della White Star Line dal 1922 al 1934, dopo il suo viaggio inaugurale divenne una delle navi più famose in circolazione, gli fu persino affibbiato un affettuoso soprannome, "Magic Stick" (Bacchetta Magica).

A causa di un difetto strutturale alle fiancate, nel dicembre 1924 si formò una crepa di circa 36 metri sullo scafo, ciò bloccò la nave nei cantieri navali, fino all'aprile del 1925.

Nel 1928 il Majestic fu ampiamente rimodernato e subì un incremento vertiginoso delle vendite, fino al 1929 quando la grave crisi economica pose un freno al mercato dei trasporti via mare.

Nel 1934 un'enorme onda distrusse il ponte dell'RMS Majestic ferendo il primo ufficiale ed il commodoro Edgar J. Trant, il quale venne ricoverato in ospedale per più di un mese, e non riprese mai più a navigare. In seguito alla fusione tra la White Star e la Cunard Line venne annunciato il ritiro di una nave; si pensava fosse il Berengaria, il quale dopo alcuni incendi a bordo causati dal cablaggio originale della nave venne ritenuto inidoneo al trasporto dei passeggeri (soprattutto quelli americani) dalla American Board of Trade. Nel 1935 però la decisione venne revocata e si optò per il ritiro del Majestic.

## HMSCaledonia
Dopo essere stato riportato a Southampton per il disarmo, il Majestic venne venduto per pezzi di ricambio alla T.W. Ward & Co., ma il contratto stipulato dopo la guerra, prevedeva che la nave fosse un risarcimento per il tonnellaggio perduto durante il conflitto, perciò non poteva essere venduta, fu così stipulato un contratto che prevedeva la consegna di 24 cacciatorpediniere vetuste come compensazione del valore equivalente dei rottami del Majestic. Nel luglio del 1936, a Southampton, vennero rimossi dalla nave gli alberi maestri e i fumaioli, in modo che potesse passare sotto il ponte ferroviario di Forth, la modifica comportò anche la riduzione delle imbarcazioni di salvataggio a bordo, la nave venne quindi ribattezzata HMS Caledonia e trasformata in nave scuola per i cadetti.
L'8 aprile del 1937 la Caledonia lasciò Southampton per la sua nuova base, Rosyth in Scozia, dove 100 ufficiali, 180 sottufficiali, 1500 ragazzi e 500 apprendisti marinai trovarono posto a bordo.

Dopo lo scoppio della seconda guerra mondiale, tutti i cadetti furono fatti sbarcare e la nave venne fatta salpare per lasciare posto alle imbarcazioni militari, venne ormeggiata per un certo periodo di tempo al molo di Forth, in attesa di una decisione sul suo destino.

Il 23 settembre del 1939 la Caledonia prese fuoco ed affondò sul luogo dell'ormeggio; nel marzo del 1940 il suo relitto venne venduto alla T.W. Ward & Co. e nel 1943 venne sollevata e trasportata ai cantieri navali per la demolizione.